# Legio I Armeniaca

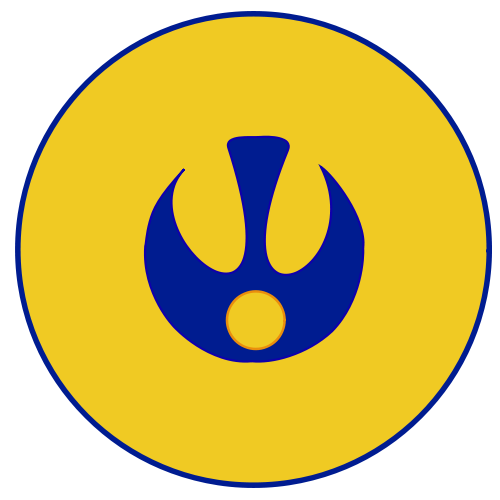
Emblema de la Legio I Armeniaca según la Notitia Dignitatum

La Legio I Armeniaca (Primera legión «armenia») fue una legión romana pseudocomitatensis de finales del Imperio romano, creada probablemente a finales del siglo III.
El nombre de la legión puede referirse a que originariamente formó parte de la guarnición de las provincias armenias, pero la unidad, junto con su legión gemela, la II Armeniaca, parece que estuvo incluida en el ejército de campo imperial.
La legión intervino en la invasión del Imperio sasánida por el emperador Juliano en 363. La Notitia Dignitatum la documenta como legión bajo el mando del magister militum Orientis alrededor del año 400.